# Гудрич, Уоллес
Джон Уоллес Гудрич (англ. John Wallace Goodrich; 27 мая 1871, Ньютон, Массачусетс — 6 июня 1952, Бостон) — американский органист, дирижёр и музыкальный педагог.
С 1888 года учился в Консерватории Новой Англии у Генри Мортона Данема (орган) и Джорджа Уайтфилда Чедуика (композиция). Затем в 1894—1895 гг. занимался в Мюнхене под руководством Йозефа Райнбергера, а позднее также в Париже у Шарля-Мари Видора. В 1896—1897 гг. работал корепетитором в Лейпциге.
Вернувшись в США, связал свою жизнь с Консерваторией Новой Англии, где преподавал игру на органе, в 1907 году занял пост декана, а в 1931—1942 гг. был директором консерватории. Одновременно в 1897—1900 гг. был органистом Бостонского симфонического оркестра, до 1907 г. играл на органе в нескольких бостонских церквях. В 1901—1910 гг. руководил различными бостонскими хоровыми обществами, в том числе Обществом хорального искусства (англ. Choral Art Society) — коллективом, специализировавшимся на исполнении ранней музыки (до XVIII века). В 1909—1912 гг. главный дирижёр Бостонской оперной компании, в 1911 году дирижировал мировой премьерой оперы Фредерика Конверса «Жертвоприношение». В годы Первой мировой войны член Национального комитета по армейской и флотской музыке при Военном министерстве США, возглавлял подкомитет по духовым оркестрам.
Автор ряда хоровых сочинений. Написал книгу «Орган во Франции» (англ. The Organ in France; 1917), перевёл с французского языка книгу Андре Пирро об органных произведениях Иоганна Себастьяна Баха и монографию Жозефа д’Ортига об аккомпанементе к простому распеву (cantus planus).